# Жена путешественника во времени
«Жена путешественника во времени» — дебютный роман американской писательницы Одри Ниффенеггер, впервые изданный в 2003 году. Это любовная история о человеке с генетическим отклонением, которое позволяет ему непредсказуемо путешествовать во времени, и о его жене, деятеле искусств, которая вынуждена справляться с его частыми и при том опасными отлучками. Ниффенеггер, будучи разочарованной в любви на момент начала создания романа, написала историю, метафоричную своим неудавшимся отношениям. Главные отношения книги пришли к ней как вспышка в один день и вскоре стали названием романа. Роман, который относят как к научной фантастике, так и к любовным романам, рассматривает вопросы любви, потерь и свободы выбора. В частности, путешествия во времени в ней использованы для того, чтобы показать непонимание и расстояние в отношениях. Также рассматриваются глубокие вопросы экзистенциализма.
Как и любой начинающий новеллист, Ниффенеггер испытывала трудности с поиском литературного агента. Она в конечном счёте отправила роман в издательство MacAdam/Cage, и после аукциона Ниффенеггер выбрала его в качестве своего издателя. Книга стала бестселлером после одобрения от автора и друга семьи Скотта Турова в программе телеканала NBC «The Today Show», и по состоянию на март 2009 года было продано около 2,5 млн экземпляров в Соединённых Штатах и Великобритании. Многие обозреватели были впечатлены уникальными перспективами Ниффенеггер в области путешествий во времени. Некоторые хвалили её характеристику пары главных героев, другие критиковали её стилистику мелодраматического сюжета. Новелла выиграла Exclusive Books Boeke Prize и British Book Award. Экранизация романа была представлена в августе 2009 года.

## Публикация

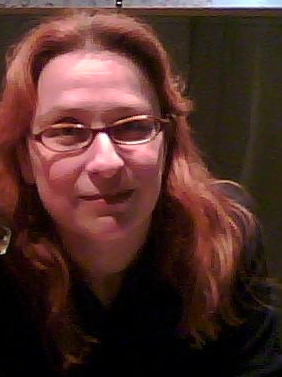
Одри Ниффенеггер покрасила свои волосы в рыжий, как у Клэр, чтобы попрощаться с романом после того, как она закончила её написание.

Ниффенеггер преподаёт в Центре книжных и бумажных искусств в Колумбийском колледже Чикаго, где она старательно готовит издания книг, созданных вручную. Она создавала некоторые из своих ранних работ тиражом в десять экземпляров, которые были проданы в художественных галереях. Однако она решила, что Жена путешественника во времени должна быть романом: «Мне пришла в голову идея названия, а когда я пишу, я покрываю стол для рисования коричневой бумагой, и я записала свои идеи на бумаге. Итак я записала это название и через некоторое время начала думать над этим. Я не могла придумать, как сделать её иллюстрированной книгой, поскольку иллюстрации не очень хорошо отражают время, поэтому я решила написать роман». Она была заинтригована названием, поскольку «оно сразу определяет двух людей и их отношения друг к другу». Ниффенеггер сказала, что источником названия был эпиграф к роману Дж. Б. Пристли «Человек и время» 1964 года: «Время на часах — наш банковский управляющий, сборщик налогов, полицейский инспектор; наше внутреннее время — наша жена». Изображая своего главного героя, она говорит: «Генри не только женился на Клэр; он женат на времени». Другие авторы, повлиявшие на книгу: Ричард Пауэрс, Дэвид Фостер Уоллес, Генри Джеймс и Дороти Сэйерс.
Ниффенеггер начала работу над романом в 1997 году; последняя сцена, в которой взрослая Клэр ждёт Генри, была написана первой, потому что это кульминационный момент всей истории.
Изначально повествование было структурировано тематически. Отвечая на замечания от читателей ранних черновиков рукописи, Ниффенеггер перестроила повествование так, чтобы оно в основном соответствовало течению жизни Клэр. Работа была завершена в 2001 году. Не имея коммерческих публикаций, Ниффенеггер было трудно найти заинтересованных литературных агентов — 25 человек отклонили рукопись. В 2002 году она направила её в Сан-Франциско в издательство MacAdam/Cage, где она попала к Анике Стрейтфелд. Стрейтфелд, которая стала редактором Ниффенеггер, «думала, что это невероятно. С самого начала вам кажется, что вы находитесь в надёжных руках, что есть кто-то, у кого есть что рассказать, и кто знает, как рассказать её.» Она отдала рукопись Девиду Пойндекстеру, основателю издательской фирмы, который «читал книгу всю ночь и решил купить её». Однако, Ниффенеггер приобрела агента к этому времени, и несколько издательств в Нью-Йорке были заинтересованы в романе. Рукопись была выставлена на аукцион и MacAdam/Cage, предложила 100,000 долларов — самую большую сумму, когда-либо предлагавшуюся им за книгу.

## Жанр

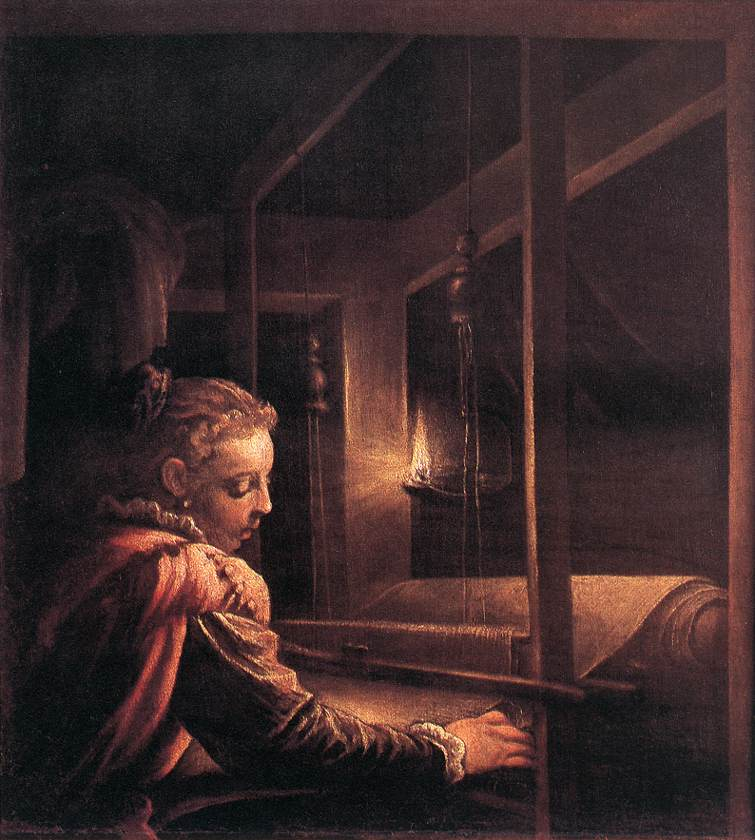
Клэр сравнивает себя с Пенелопой, ожидающей Одиссея, литературная аллюзия выделена обозревателями.

Рецензенты нашли, что Жену путешественника во времени трудно классифицировать в общем: некоторые относят её к научной фантастике, а другие — к любовным романам. Сама Ниффенеггер неохотно вешает на роман ярлыки, сказав, что «никогда не думала о нём, как о научной фантастике, хотя он имеет научно-фантастические предпосылки». С точки зрения Ниффенеггер, её рассказ в основном об отношениях Генри и Клэр и борьбе, которую они ведут. Она сказала, что роман Клэр и Генри основан на отношениях персонажей Дороти Сейерс лорда Питера Уимси и Харриет Вэйн.
Истории о путешествиях во времени, к которым относится роман, включают роман Меж двух времён (1970) Джека Финни и фильм «Где-то во времени» (1980). Генри был сравнен с Билли Пилигримом Курта Воннегута Бойня номер пять, или Крестовый поход детей (1969). Писатель-фантаст Теренс М. Грин называет роман «историей о любви, скользящей во времени». Жена путешественника во времени не столь связана с парадоксами путешествия во времени, как традиционная научная фантастика. Вместо этого, как описывает критик Марк Мохан, роман «использует путешествия во времени в качестве метафоры, чтобы объяснить, как два человека могут чувствовать себя, если бы они знали друг друга всю свою жизнь».

## Темы
Ниффенеггер определяет темы новеллы как «мутанты, любовь, смерть, ампутация, секс и время». Обозреватели были сосредоточены на любви, потере и времени. Чарли Ли-Поттер пишет в The Independent, роман — это «элегия любви и потери». Любовь между Генри и Клэр выражается многими способами, в том числе путём анализа и истории сексуальной жизни супружеской пары.
Хотя большая часть романа показывает Генри и Клэр влюблёнными, конец становится темнее, а «путешествие во времени становится средством для представления произвола, быстротечность, [и] простых неудач», по словам Джудит Маас из The Boston Globe. Как утверждает Эндрю Биллен из The Times, «Книга может даже служить для феминистского анализа брака как партнёрства, в котором только за мужчиной признаётся привилегия отсутствия». Некоторые рецензенты отметили, что путешествие во времени представляет собой отношения, в которых пары не могут достаточно общаются друг с другом. Наташа Вальтер из The Guardian подмечает, например, главу книги, в которой описывается, как Клэр и Генри занимаются любовью первый раз. Ей 18, ему — 41, он уже женился на ней в настоящее время. После этого перерыва он возвращается в своё время и своей Клэр, которая говорит:

Генри нет уже почти двадцать четыре часа, и, как обычно, я разрываюсь между мыслями о том, где он и что с ним, злостью из за того, что его нет, и беспокойством о том, когда он вернётся... И потом, слава богу, слышу, как Генри напевает, проходя в мастерскую по дорожке через сад. Он обивает с ботинок снег и отряхивает пальто. Выглядит великолепно, действительно счастливым. У меня начинает бешено стучать сердце, и я делаю невероятное предположение:

– Двадцать четвертое мая тысяча девятьсот восемьдесят девятого?

– Да, о да!

Генри сгребает меня в охапку... и кружит. Теперь я смеюсь, мы оба смеемся.— Клэр
В новелле поднимаются вопросы детерминизма и свободы воли. К примеру, критик Дэн Фолк спрашивает: «Учитывая, что путешествие [Генри] 'уже произошло', вынужден ли он действовать именно как он помнит себя действующим? (Или, возможно, он действительно вынужден и только чувствует, что он имеет право выбора…?).» Несмотря на то, что Генри, казалось бы, не может изменить будущее, герои не становятся «циничными», и, по словам Ли-Поттер, роман показывает, что люди могут быть изменены через любовь. Вальтер отмечает, «квази-религиозный смысл» в неизбежности жизней и смертей Генри и Клэр. Ниффенеггер, однако, считает, что роман не изображает судьбу, но, скорее, «случайность и бессмысленность».
Сюжет романа (рабочее место главного героя) происходит в Ньюберрской библиотеке.

## Критика

После того, как новеллист Скотт Туров осветил новеллу в Today Show, она стала бестселлером.

Издание Жены путешественника во времени в твёрдом переплете было опубликовано в США в сентябре 2003 года издательством MacAdam/Cage, а в Соединённом Королевстве издательством Random House 1 января 2004 года. MacAdam/Cage начало «обширное маркетинговое движение», в том числе рекламу в The New York Times и The New Yorker и промотура книги Ниффенеггер. В результате роман дебютировал под номером девять в списке бестселлеров The New York Times. После того, как популярный писатель детективов Скотт Туров, жена которого является подругой Ниффенеггер, одобрил её на Today Show, первый тираж в 15 000 экземпляров был продан и было напечатано ещё более 100 000 экземпляров. В Великобритании книга получила толчок после рекомендации книжного клуба Ричард & Judy — почти 45 000 экземпляров были проданы в течение одной недели. В 2003 году Amazon.com назвал её книгой года. Декабрьская статья 2003 года в The Observer сообщила, что хотя «крошечное меньшинство американских обозревателей» почувствовало, что роман был «трюком», он был издательской «сенсацией». В тот момент роман продавался издателями в 15 странах. По состоянию на март 2009 года было продано почти 1,5 млн экземпляров в США и 1 миллион в Соединённом Королевстве. Успех Жены путешественника во времени повлек за собой желание почти всех крупных издательских фирм получить второй роман Ниффенеггер Соразмерный образ мой, который был назван «одним из наиболее популярных в новейшей истории издательского дела».
Обозреватели оценили характеристику Ниффенеггер своих главных героев, Генри и Клэр, в частности, их эмоциональную глубину. Мишель Гриффин из The Age отметила, что несмотря на то, что Генри «является специально разработанным для фантазий книжных дам», его недостатки, в частности его «грубый, упёртый, депрессивный» характер сделал его сильным и хорошо продуманным героем. Чарльз ДеЛинт пишет в Журнале фэнтези и научной фантастики, что одним из «величайших достижений» Ниффенеггер в романе была её способность передать эмоциональный рост Клэр и Генри. Стивен Эмидон из The Times, однако, выражает сомнение в эгоизме центральных персонажей.
Большинство обозревателей были впечатлены предпосылками романа, но критикуют его мелодраматический стиль. Хотя Гриффин оценил сюжет и общее представление как «изобретательные», она пожаловалась, что стиль письма Ниффенеггер обычно является «банальным» и рассказ порой кажется надуманным. Хайди Дэрроч из The Natonal Post согласна с этим, утверждая, что история имеет избыток утомляющих эмоциональных моментов", которые никогда не сводятся к полному сюжету". Работая в Chicago Tribune, Кэри Харрисон оценила своеобразие романа, а именно пересечение деторождения и путешествий во времени. Несмотря на высокую оценку предпосылок романа, Эмидон жаловались, что последствия путешествий Генри во времени были плохо продуманы. Например, Генри, предвидя теракты 11 сентября, не делает ничего, чтобы попытаться предотвратить их. Вместо этого, 11 сентября 2001 года, он встает рано, «чтобы послушать нормальный мир немного дольше». Эмидон также подвергает критике «общую неповоротливость» романа, замечая, что Ниффенеггер является «неуклюжим стилистом, скучной и подверженной внезапным клише». Мириам Шавив соглашается с этим в The Jerusalem Post: «Здесь нет ничего оригинального или хотя бы нетипичного.» Представитель массы отзывов, Library Journal описала роман как «мастерски написанный с сочетанием различных символов и сердечных чувств»; журнал рекомендовал публичным библиотекам приобрести много копий этой книги.

## Награды и номинации
| Награда                                                    | Год  | Результат    |
| ---------------------------------------------------------- | ---- | ------------ |
| Locus Award за лучшую первую новеллу                       | 2004 | Номинация    |
| Литературная премия Оранж за художественную литературу     | 2004 | Представлена |
| Премия Артура Кларка                                       | 2005 | Представлена |
| John W. Campbell Memorial Award                            | 2005 | Третье место |
| Exclusive Books Boeke Prize                                | 2005 | Победа       |
| Geffen Award                                               | 2006 | Номинация    |
| British Book Award за популярную художественную литературу | 2006 | Победа       |

## Адаптации

### Аудиокнига
BBC издало аудиокнигу Жена путешественника во времени, которая была озвучена Уильямом Хоупом и Лорелом Лефковым, в одном обзоре охарактеризованными как «сварливые чтецы». Highbridge в 2003 году также выпустили версию аудиокниги, которая длилась двенадцать часов и была озвучена Мэгги-Мэг Рид и Кристофером Бёрнсом; их работа была оценена как «искренняя и страстная».

### Фильм
Права на экранизацию Жены путешественника во времени были приобретены производственной компанией Plan B Entertainment Дженнифер Энистон и Брэда Питта, совместно с New Line Cinema, ещё до того, как роман был опубликован. Адаптированный сценарий был написан Брюсом Джоэлом Рубином, режиссёром выступил Роберт Швентке, а главные роли исполнили Эрик Бана и Рэйчел МакАдамс. Съёмки начались в сентябре 2007 года, и фильм был выпущен Warner Brothers 14 августа 2009 года. На вопрос о перспективах превращения новеллы в кинофильм, Ниффенеггер сказала: «У меня есть мой маленький фильм, который я могу увидеть в своей голове. И я боюсь, что что-то будет изменено или вырезано. В то же время это захватывающе и пугающе, потому что теперь персонажи будут существовать отдельно от меня.» В целом, фильм получил бедные отзывы. Например, Манола Дарджис из The New York Times пишет, что фильм «часто смешная, неуклюжая, неудовлетворительная и суровая мелодраматическая» адаптация.

### Сериал
Летом 2018 года было объявлено о начале работы над телеадаптацией романа. В феврале 2021 года стало известно, что главные роди сыграют Тео Джеймс и Роуз Лесли. Сериал вышел в мае 2022 года и получил неоднозначные оценки от критиков.